# Villani Salumi
Villani Salumi è un'azienda produttrice di salumi fondata in Italia nel 1886.

## Storia
La storia di Villani Salumi inizia nel 1886 a Castelnuovo Rangone, in provincia di Modena, dove Costante Villani ed Ernesta Cavazzuti iniziarono a stagionare salumi e a produrre mortadelle e prosciutti cotti in un piccolo stabile. L’azienda si sviluppò e successivamente iniziò a esportare anche oltreoceano.
Giuseppe Villani, uno degli undici figli di Costante, succedette al padre.
L'azienda conta 7 siti produttivi a Castelnuovo Rangone (MO), Bentivoglio (BO), Castelfranco Emilia (MO), San Daniele del Friuli (UD) e Langhirano (PR).
Villani Salumi ha inaugurato il Museo della salumeria nel 2013.